# يوسف الون
يوسف الون (بالعبرية: ג'ו אלון‏) هو طيار إسرائيلي، ولد في 25 يوليو 1929 في عين حيرود ‏ في إسرائيل، وتوفي في 1 يوليو 1973 في ماريلند في الولايات المتحدة.